# CME Group
CME Group Inc. (Chicago Mercantile Exchange, Chicago Board of Trade, New York Mercantile Exchange, The Commodity Exchange) er en amerikansk børsvirksomhed. Det er verdens største derivatbørs, og der handles i finansielle aktiver der inkluderer jordbrugsprodukter, valuta, energi, rentesatser, metaller og aktieindeks. Virksomheden tilbyder handel med futures og optioner gennem CME Globex handelsplatformen, fastindkomst handel gennem BrokerTec og udenlandsk valutahandel på EBS platform.